# Liste der Stolpersteine im Stuttgarter Stadtbezirk Botnang
In der Liste der Stolpersteine im Stuttgarter Stadtbezirk Botnang sind alle
sieben
Stolpersteine aufgeführt, die im Stuttgarter Stadtbezirk Botnang im Rahmen des Projekts des Künstlers Gunter Demnig an mehreren Terminen verlegt wurden. Auf Betreiben der Stolperstein-Initiative Stuttgart-Botnang wurde der erste Stolperstein in Botnang am 8. Mai 2007 gesetzt, der bislang letzte im November 2024.

## Stolpersteine in Botnang
Die Tabelle ist teilweise sortierbar; die Grundsortierung erfolgt alphabetisch nach dem Verlegeort. Die Spalte Person, Inschrift kann nach dem Namen der Person alphabetisch sortiert werden.
| Bild | Person, Inschrift | Verlegeort                         | Verlege- datum | Information                      |
| ---- | --- | ---------------------------------- | -------------- | -------------------------------- |
|      | HIER WOHNTE MARIA TREYZ JG. 1907 EINGEWIESEN 1934 HEILANSTALT ROTTENMÜNSTER 'VERLEGT' 16.9.1940 GRAFENECK ERMORDET 16.9.1940 'AKTION T4'                      | Alte Stuttgarter Straße 109 (Lage) |                | Maria Treyz (* 1907)             |
|      | HIER WOHNTE GERHARD EGGENSPERGER GEB. 9.2.1940 EINGEWIESEN HEILANSTALT EICHBERG 'KINDERFACHABTEILUNG' ERMORDET 16.11.1941                                     | Beethovenstraße 26 (Lage)          | 26. Nov. 2024  | Gerhard Eggensperger (1940–1941) |
|      | HIER WOHNTE WALTER HÄBICH JG. 1904 VERHAFTET 23.9.1933 KZ DACHAU ERMORDET 1.7.1934                                                                            | Beethovenstraße 48 (Lage)          | 8. Mai 2007    | Walter Häbich (* 1904)           |
|      | HIER WOHNTE GEORG WOHLLEBEN JG. 1903 VERHAFTET 21.5.1935 ZUCHTHAUS LUDWIGSBURG 1940–41 ZUCHTHAUS WELZHEIM KZ DACHAU/NEUENGAMME BEFREIT 1945 TOT AN HAFTFOLGEN | Beethovenstraße 58 (Lage)          |                | Georg Wohlleben                  |
|      | HIER WOHNTE HEINRICH REXER JG. 1910 IM WIDERSTAND VERHAFTET 16.7.1933 KZ HEUBERG TOT AN HAFTFOLGEN 29.8.1933                                                  | Furtwänglerstraße 18 (Lage)        |                | Heinrich Rexer                   |
|      | HIER WOHNTE MARIA REXER GEB. WAGNER JG. 1884 EINGEWIESEN 1937 'HEILANSTALT' SCHWÄBISCH HALL ERMORDET 17.6.1941 HADAMAR AKTION T4                              | Furtwänglerstraße 18 (Lage)        |                | Maria Rexer                      |
|      | HIER WOHNTE HEINRICH PINCUS JG. 1875 DEPORTIERT 1942 THERESIENSTADT ERMORDET 5.3.1944                                                                         | Himmerreichstraße 2 (Lage)         | 6. Okt. 2009   | Heinrich Pincus (* 1875)         |